# Citroën Type C
Citroën Type C – lekki samochód osobowy produkowany przez francuską firmę Citroën w latach 1922-1926. 
Powstało około 81 000 egzemplarzy tego modelu. Początkowo samochód nazwany został Type C, w 1924    zastąpiono go nieznacznie dłuższym C3.
Do napędu służył czterocylindrowy silnik rzędowy o pojemności 856 cm³, średnica cylindra wynosiła 55 mm, skok 90 mm. Układ zasilania opierał się na pojedynczym gaźniku Solex, zapłon odbywał się za pomocą iskrownika. Dzięki zastosowaniu rozrusznika elektrycznego uruchamianie samochodu stało się znacznie łatwiejsze, przez co mógł być on reklamowany jako odpowiedni dla kobiet.
Powstały dwie wersje nadwozia różniące się długością: C  oraz C3. Rozstaw osi w oryginalnym Type C wynosił 2,25 metra, w C3 powiększono go do 2,35 metra.  
Samochód był w stanie rozpędzić się do 60 km/h (37 mph), zużywał przy tym średnio 5 litrów paliwa na 100 kilometrów.

## Modele
W latach 1922–23 "Torpeda" T2 i "Kabriolet" TL były wersjami dwuosobowymi na krótkim rozstawie osi (2,25 m) podwozia (C2). Następnie w 1924 r. wydłużenie podwozia (C3) pozwoliło na produkcję wersji z długim rozstawem osi (2,35 m) "Torpedo" T2 i "Cabriolet" TL, "Voiture de Livraison" VL, lekkiego pojazdu użytkowego, oraz wersji trzymiejscowej "Torpedo", początkowo z trzecim składanym siedzeniem, T3-1 "Strapontin", która została zastąpiona w październiku 1924 r. inną wersją trzymiejscową T3-2 "Trefle" (liść koniczyny) z miejscem dla jednego pasażera z tyłu.

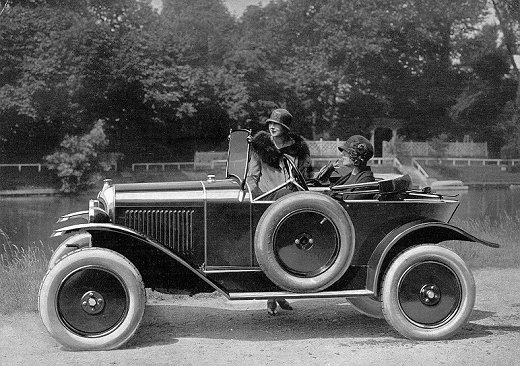
5HP Torpédo (torpeda) T2
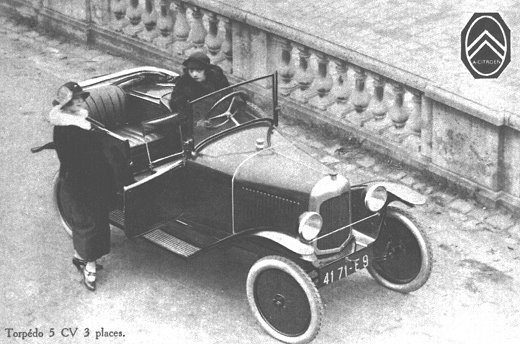
5HP Torpedo (torpeda) T3-1
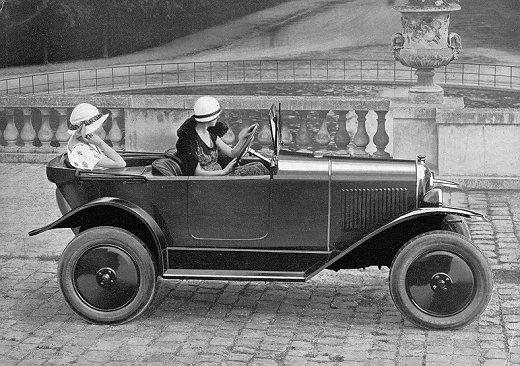
5HP C3 Torpedo (torpeda) T3-2  –
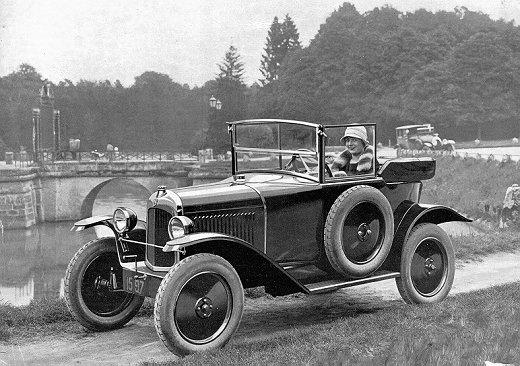
5HP Cabriolet (Cabriolet) TL
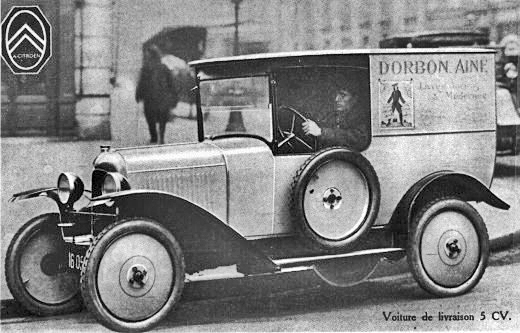
5HP  Voiture de Livraison (Samochód dostawczy)  VL
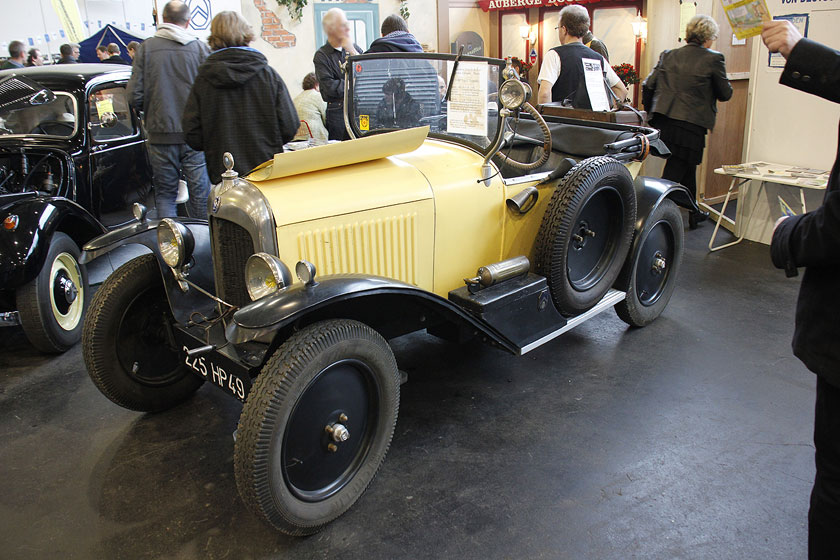
5HP Torpedo(torpeda) T2
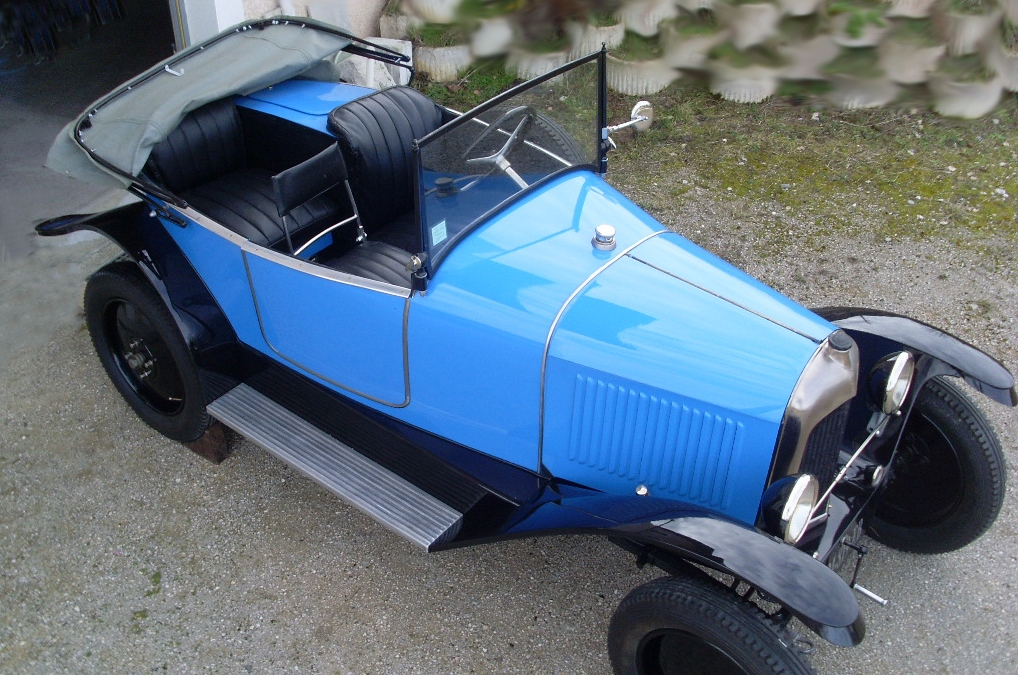
5HP Torpedo (torpeda)  T3-1
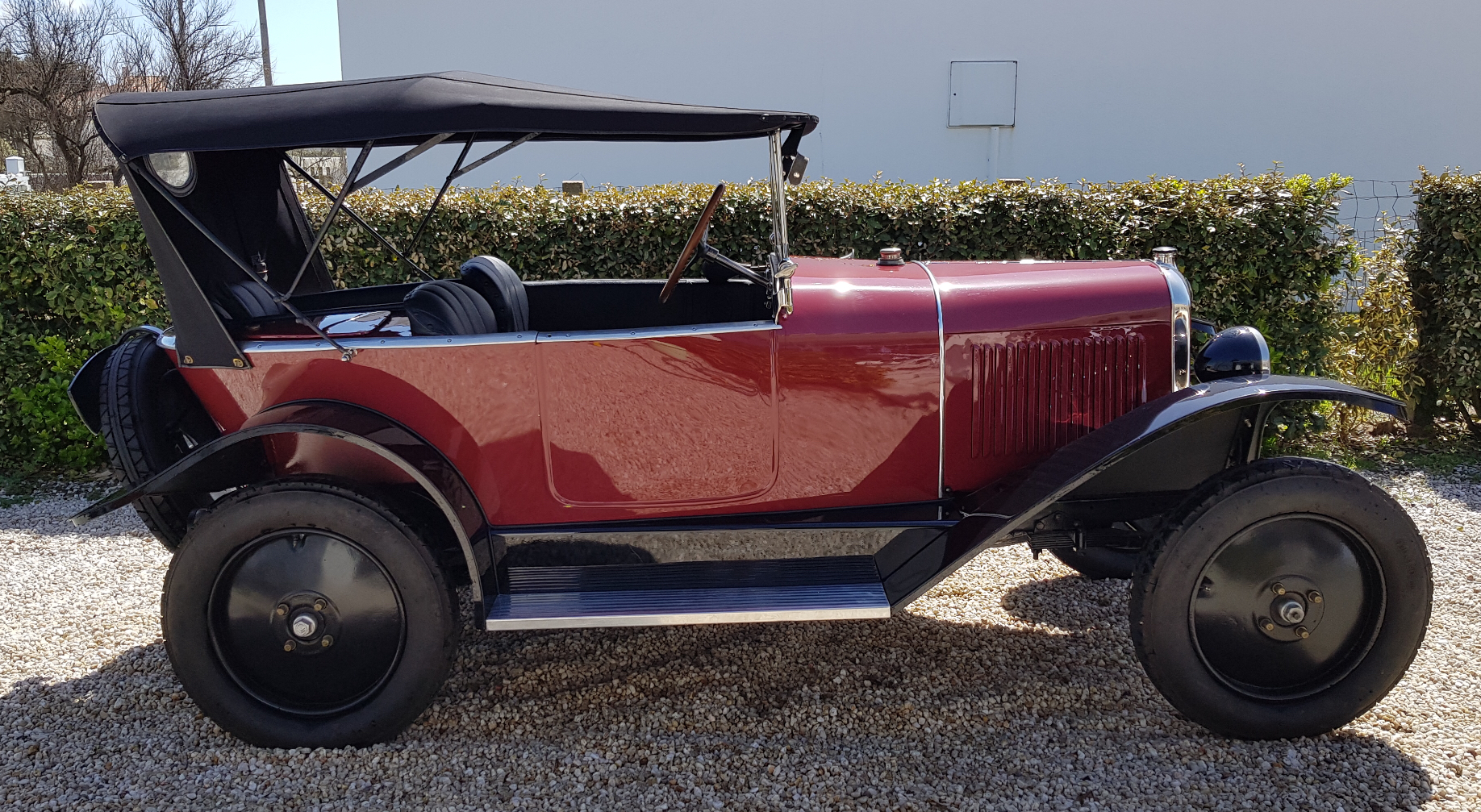
5HP Torpedo (torpeda) T3-2
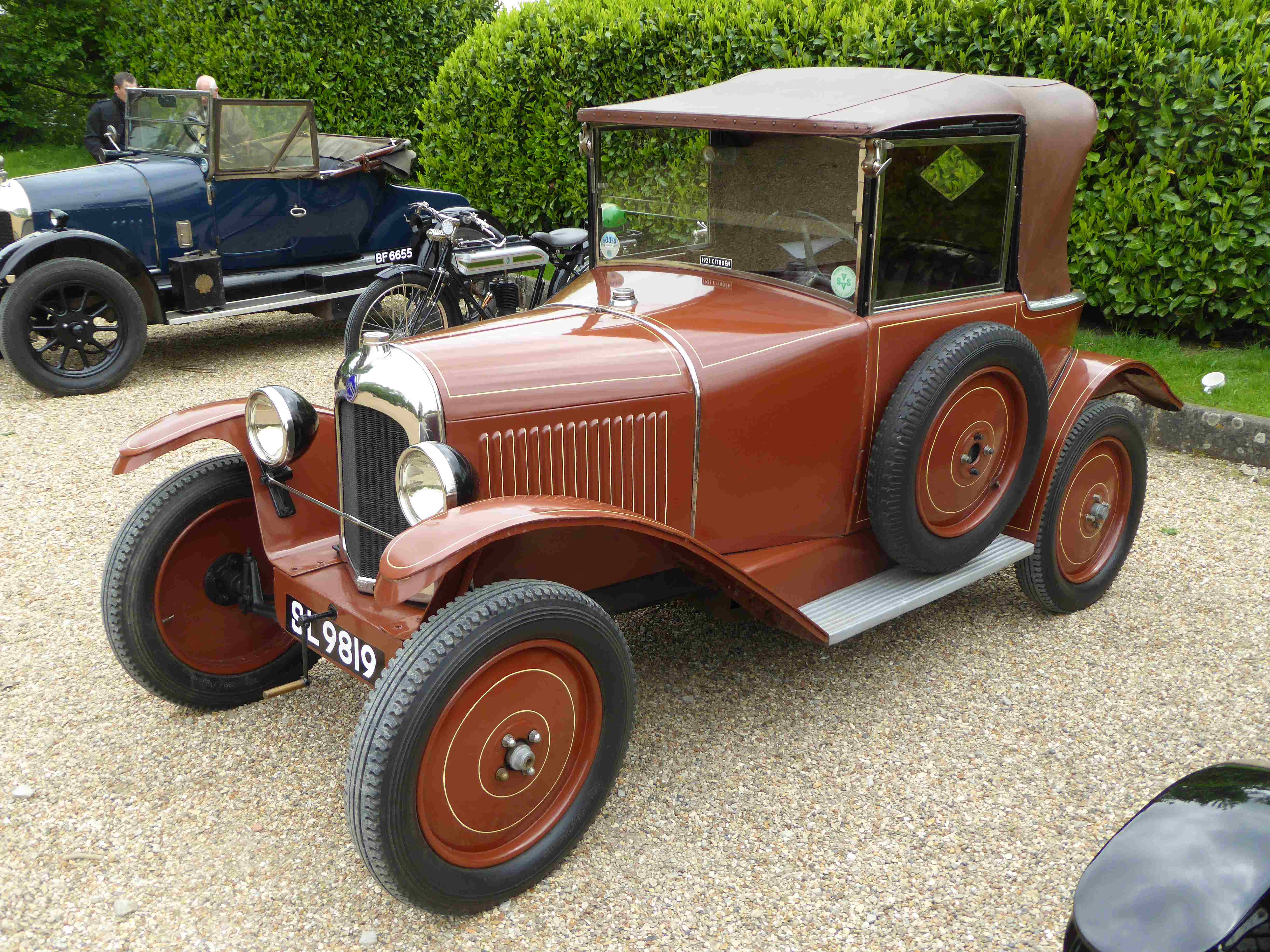
5HP Cabriolet TL
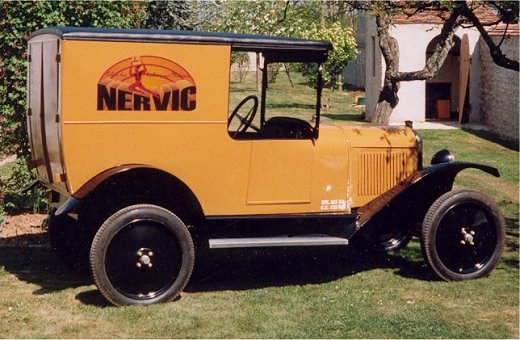
5 HP   Voiture de Livraison  VL
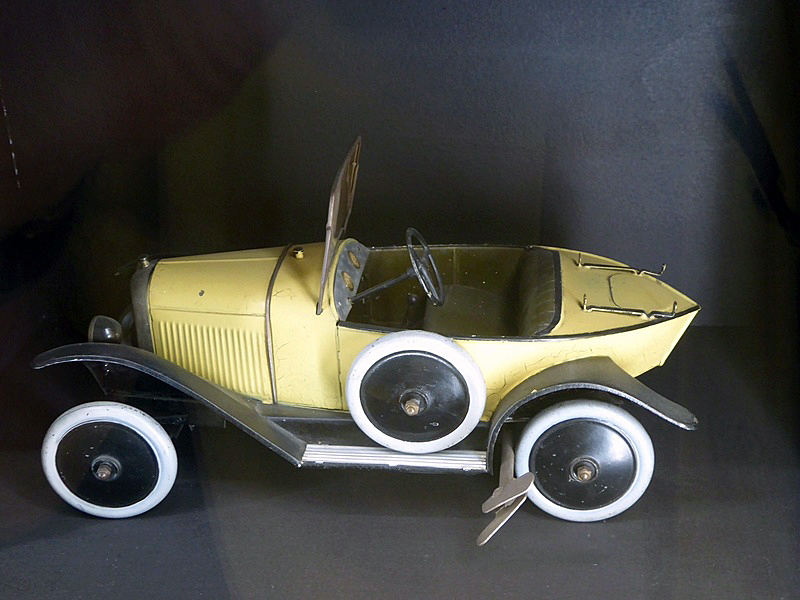
zabawka 5HP Torpedo    T2